# Pompás záporvirág
A pompás záporvirág (Gazania rigens) a fészkesvirágzatúak (Asterales) rendjébe és az őszirózsafélék (Asteraceae) családjába tartozó faj.
Nemzetségének a típusfaja.

## Előfordulása
A pompás záporvirág eredeti előfordulási területe Afrika déli fele volt. Manapság világszerte ültetik és termesztik, mint közkedvelt kerti dísznövényt. Az ausztráliai Queenslandban, Új-Dél-Walesben és Dél-Ausztráliában vadonnövő állományai jöttek létre.

## Változatai
Ennek a növényfajnak eddig 3 változatát ismerik el:
- Gazania rigens var. leucolaena (DC.) Roessler, 1959
- Gazania rigens var. rigens (L.) Gaertn., 1791 - ez a változat kizárólag termesztett; a virágai igen nagyok 4-8 centiméteresek, színezetük a sárgától a narancssárgáig változik, a szirmok tövén sötét ponttal[4]
- Gazania rigens var. uniflora (L.f.) Roessler, 1959

## Megjelenése
Igen szívós évelő növény, amely nem nő túl magasra, legfeljebb 50 centiméteresre; a mellékszárai ugyanennyire tárulnak szét. A virága élénksárga színű és tipikusan az őszirózsafélékre jellemző fészekvirágzat; egész nyáron virágzik. Levelei kékesszürke színűek.

## Életmódja
A teljes napsütést kedveli. Jól megtűri a szárazságot és a szegényes talajokat. A mérsékelt övben termesztett példányok, csak egyéves növényként tudnak megélni, habár rövid ideig a fagyot is kibírja.

## Képek

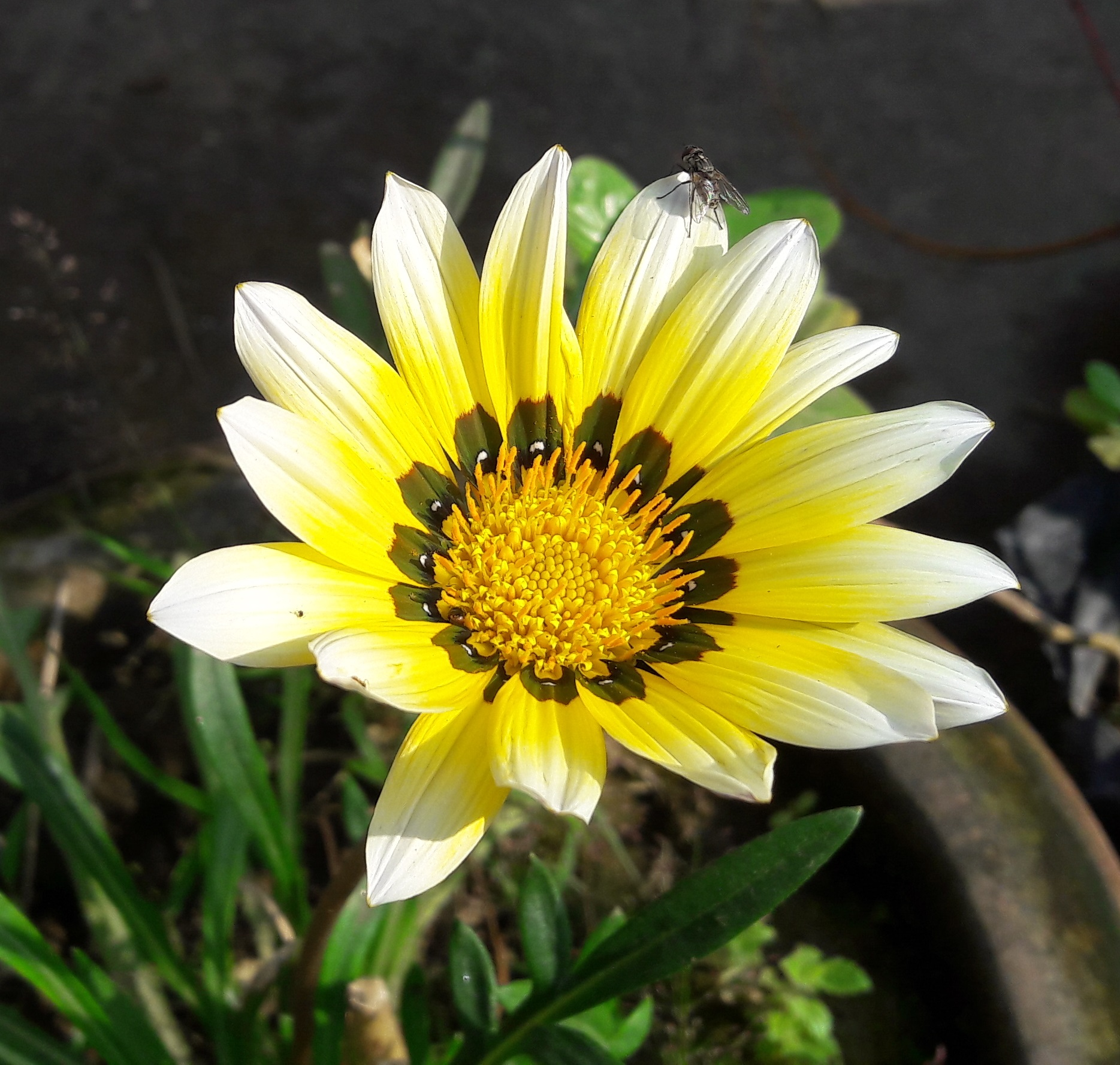
Virágai
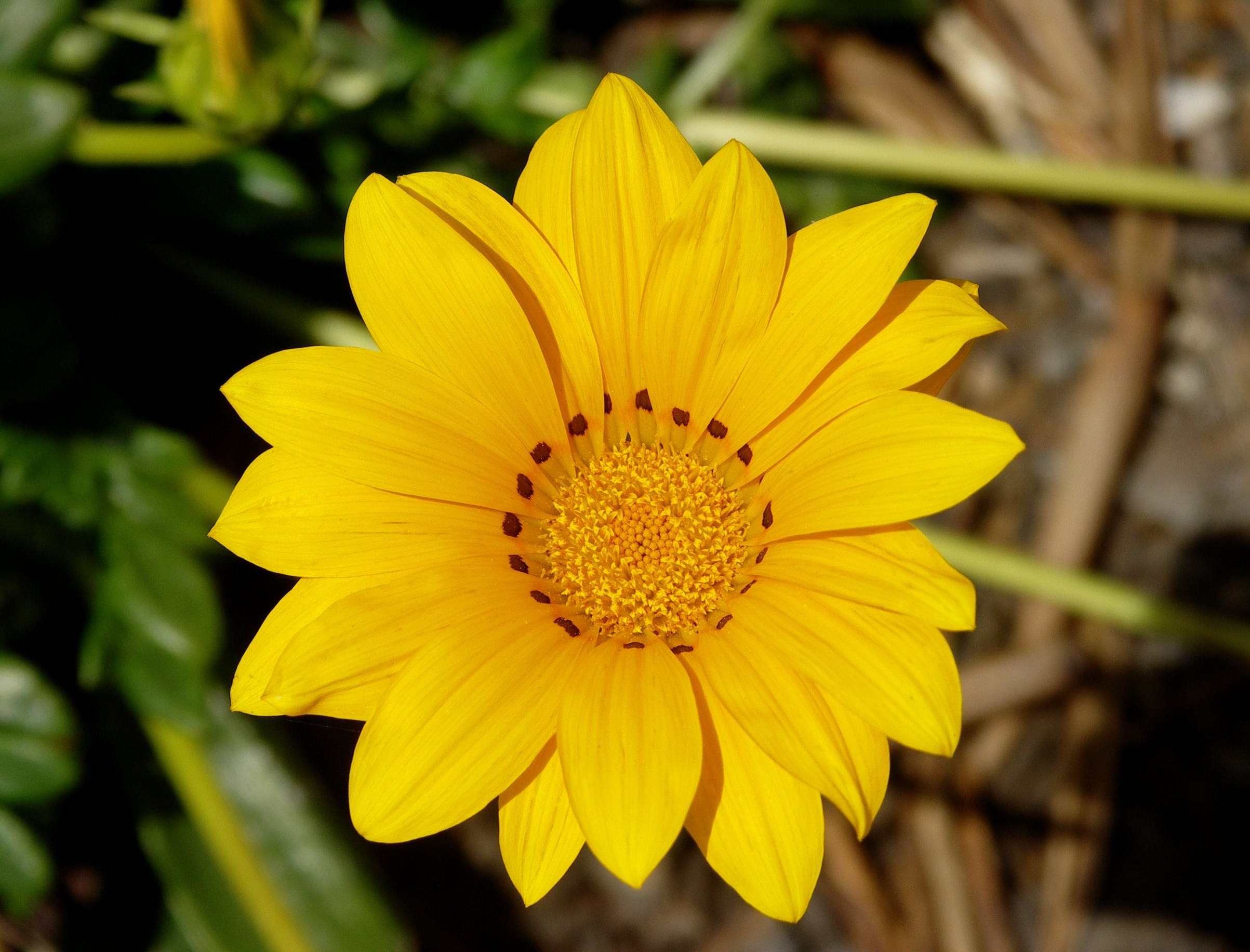
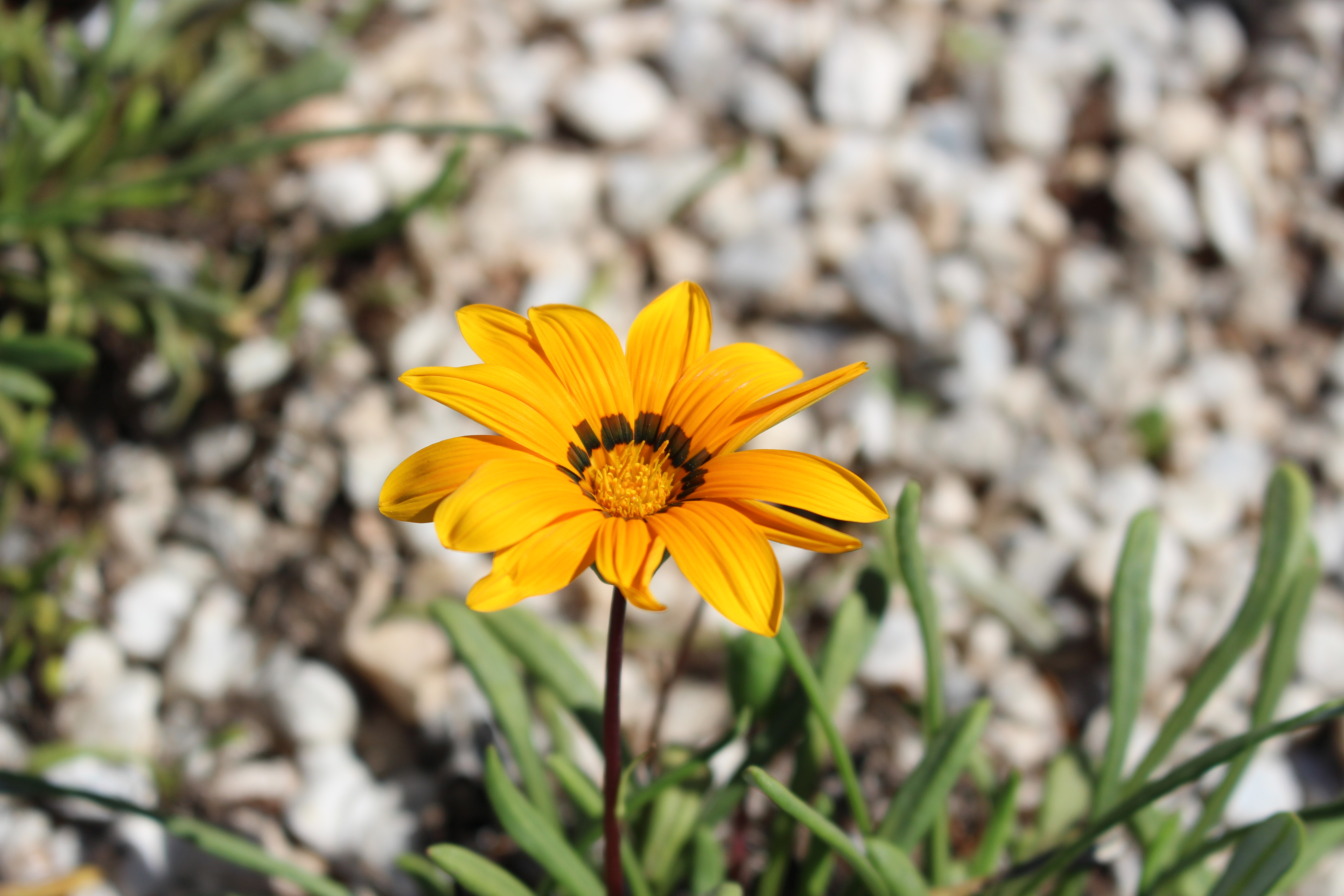
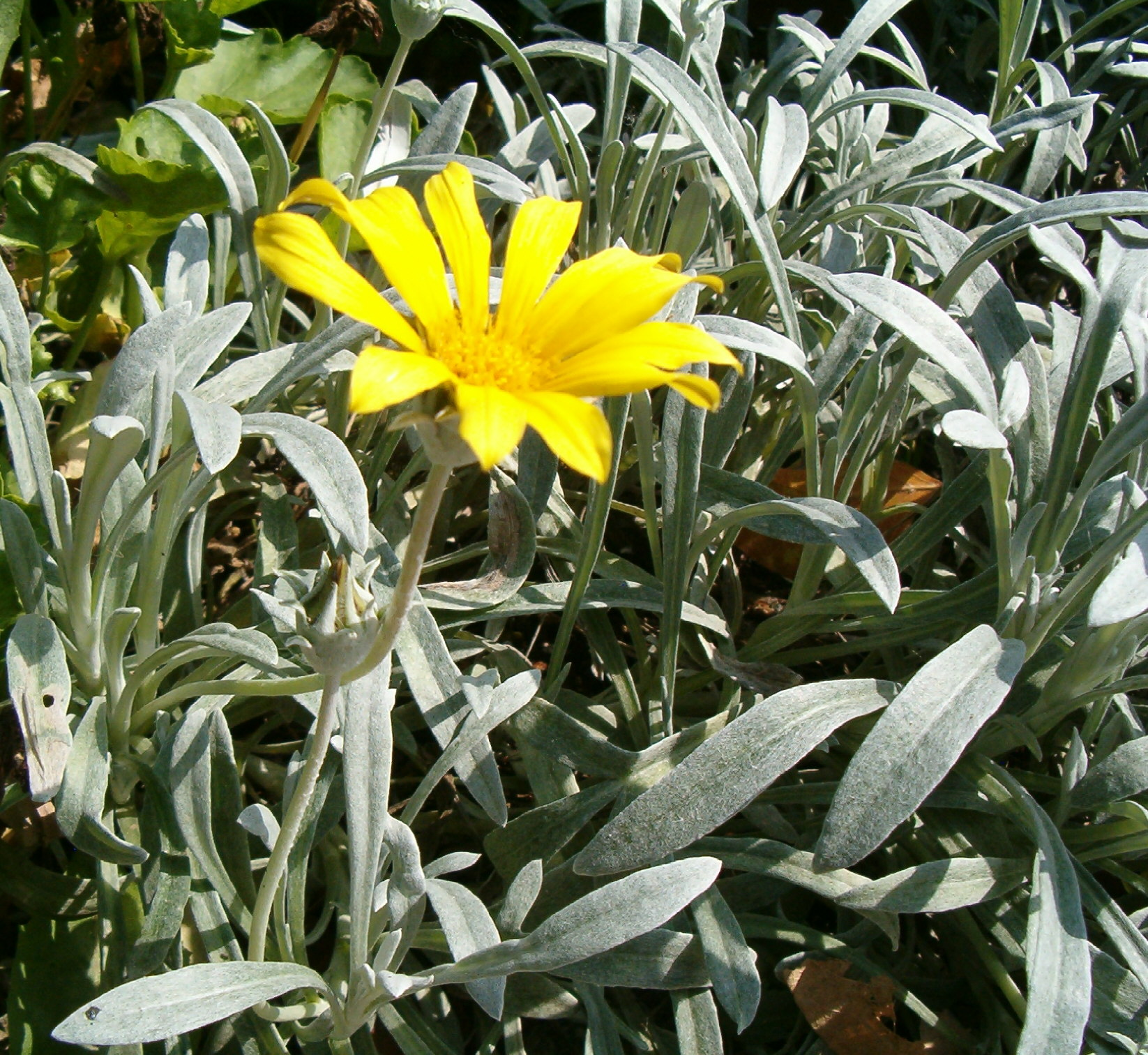
Gazania rigens var. leucolaena
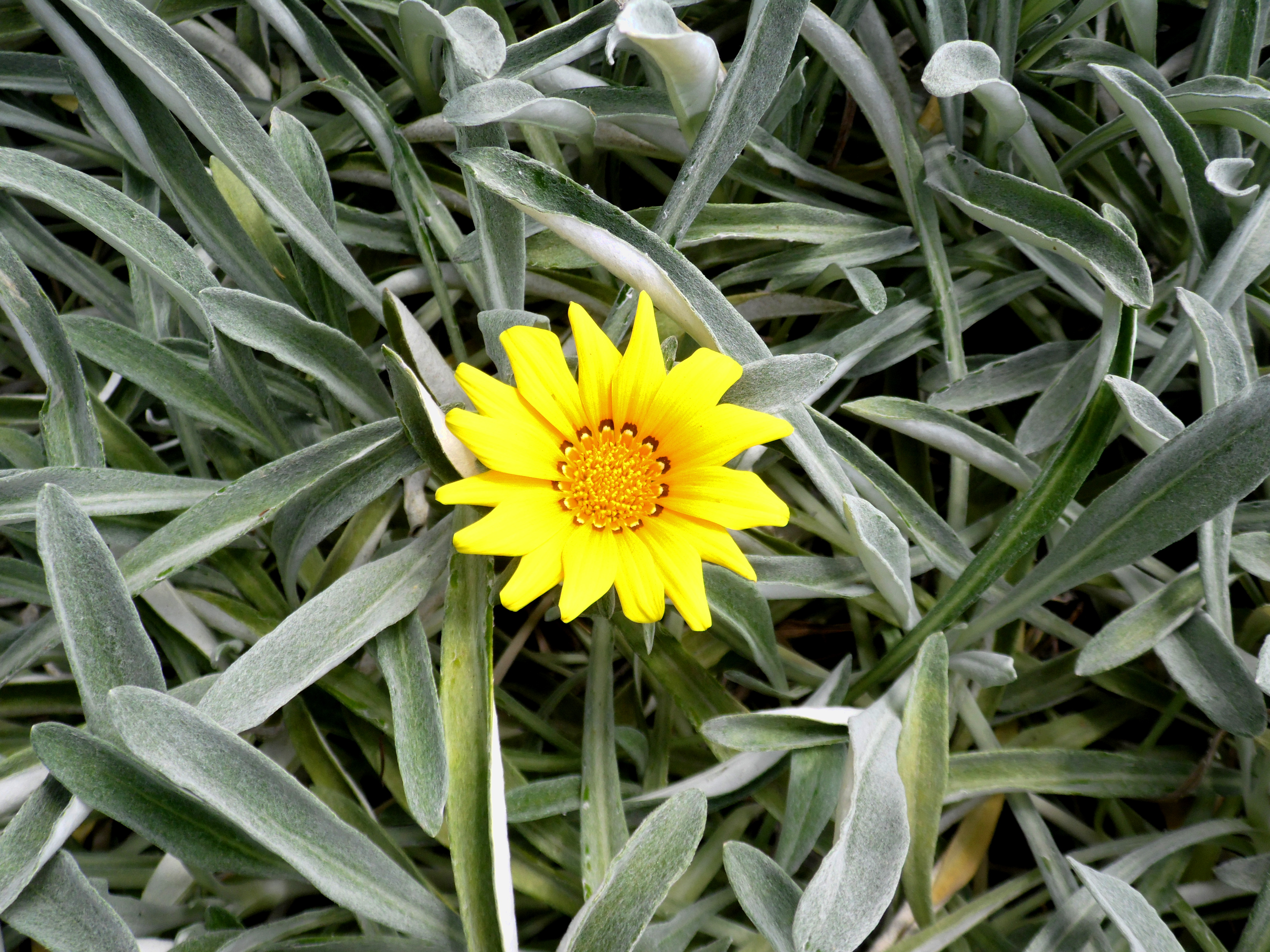
Gazania rigens var. uniflora

### Fordítás
- Ez a szócikk részben vagy egészben  a   Gazania rigens című angol Wikipédia-szócikk ezen változatának fordításán alapul.  Az eredeti cikk szerkesztőit annak laptörténete sorolja fel. Ez a jelzés csupán a megfogalmazás eredetét és a szerzői jogokat jelzi, nem szolgál a cikkben szereplő információk forrásmegjelöléseként.